# Max Henry Ferrars

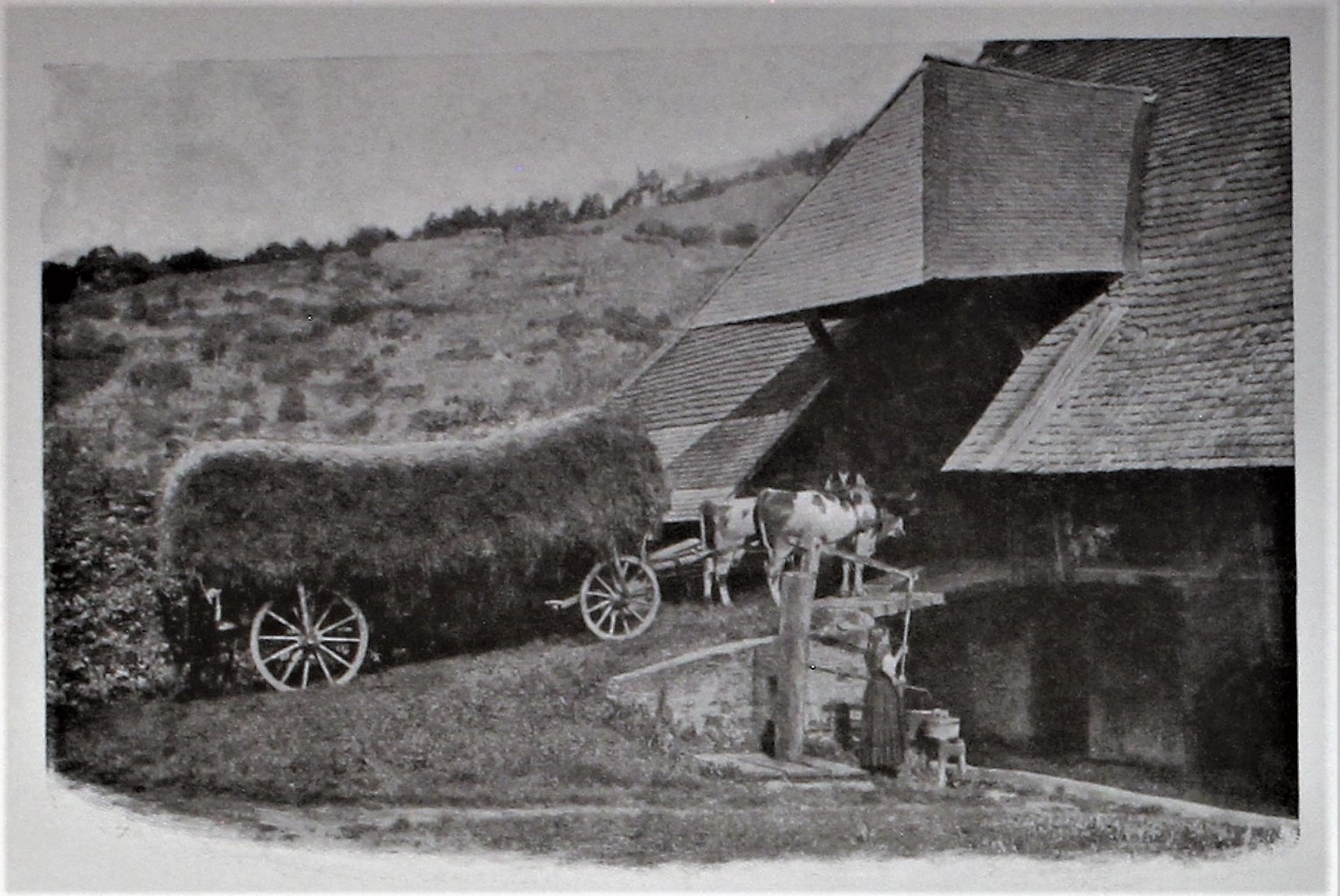
Vůz se senem, Schwarzwald, 1905

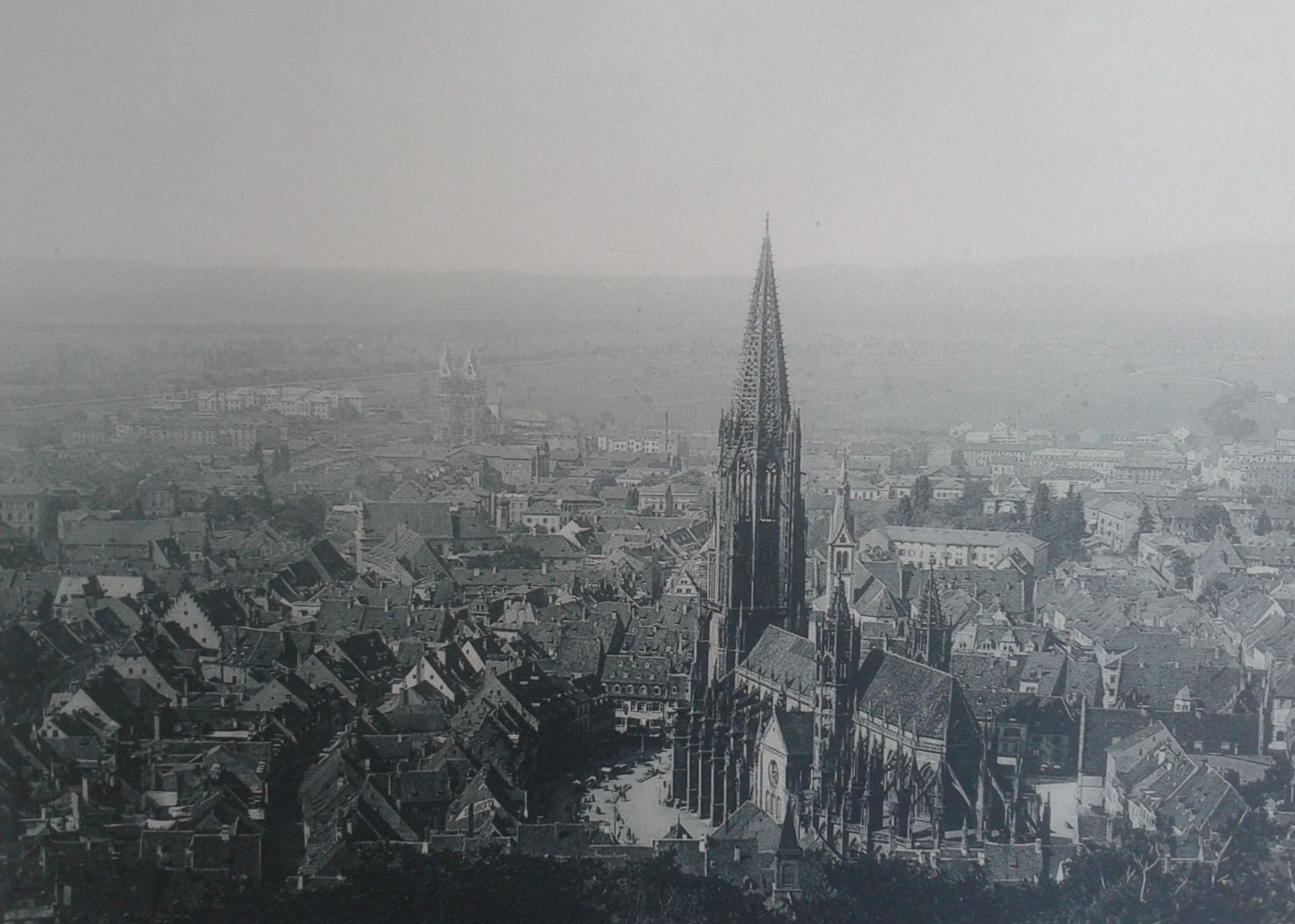
Freiburg im Breisgau, 1903

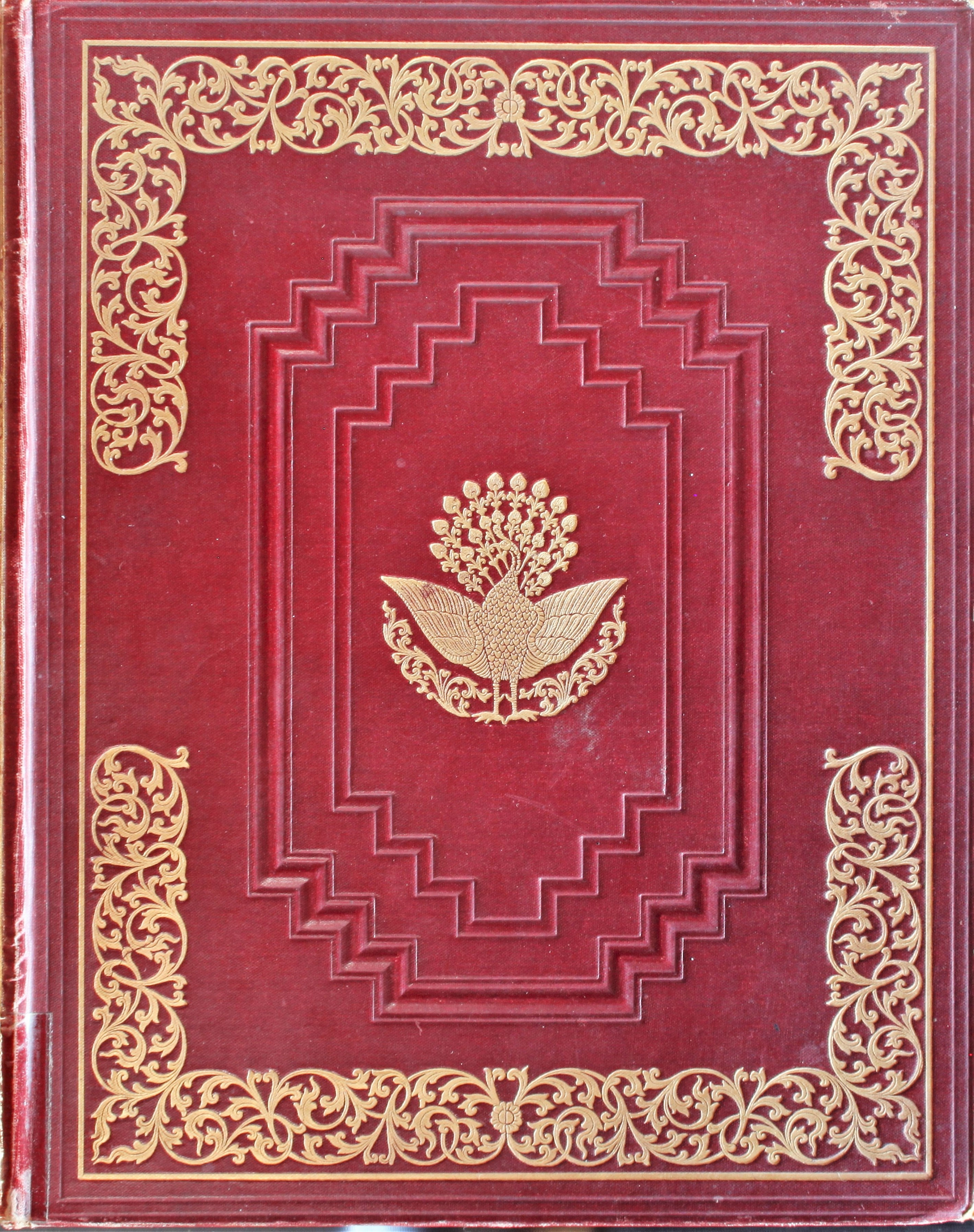
Obálka knížky Barma od Maxe a Berthy Ferrarsových, Londýn, 1900

Max Henry Ferrars (28. října 1846 – 7. února 1933) byl britský koloniální důstojník, autor, fotograf a vysokoškolský pedagog, působící především v britské Barmě a později ve Freiburgu v Německu. Sloužil 25 let v Imperial East India Forestry Service a dalších veřejných úřadech v koloniální Barmě, dnešním Myanmaru. Spolu se svou ženou Berthou Ferrarsovou napsal a ilustroval rozsáhlou etnografickou a fotografickou studii o původních kulturách a společnostech s názvem Barma a vydanou v roce 1900.
Od roku 2000 byly Ferrarsův život a dílo primárně uznávány Královskou geografickou společností a etnografickým muzeem ve Freiburgu, kterému daroval řadu barmských kulturních předmětů.
Série článků o Barmáncích z roku 2011 organizace Human Relations Area Files označila knihu Barma za „hlavně pozoruhodnou množstvím fotografií na všechna témata, které nemají v literatuře obdoby."

## Životopis
Max Henry Ferrars se narodil 28. října 1846 v Killucanu v Irsku. Byl synem irského duchovního a německé matky. Po studiích na Trinity College Dublin se v roce 1870 přestěhoval do Německa a specializoval se na lesnictví na Royal Saxon Academy of Forestry v Tharandtu u Drážďan. Tato akademie, kterou založil renomovaný pěstitel Heinrich Cotta, byla přední institucí, kde se vyučovalo lesní hospodářství jako vědní disciplína, včetně geometrického zaměření lesa, hospodaření s půdou, biologie a ekonomie.

## Profesní život a etnografická studia v Britské Barmě
Poté, co dokončil své vzdělání v roce 1871, se přestěhoval do Britské Barmy, kde nejprve sloužil jako lesnický superintendent v Imperial East India Forestry Service a později jako inspektor škol a superintendent vzdělávacích služeb v britské koloniální správě. Počátkem 50. let 19. století vedla druhá anglo-barmská válka k britské nadvládě v Dolní Barmě a třetí anglo-barmská válka v roce 1885 vyústila v úplnou anexi Barmy. Německý správce lesů Dietrich Brandis, který je považován za zakladatele tropického lesnictví, jako generální inspektor indické lesní služby vyvinul od roku 1856 metodu pro stanovení obchodní hodnoty a pro udržitelné hospodaření v týkových lesích. Těžba a export dřeva, včetně barmských cenných zdrojů teaku, byl důležitým faktorem pro koloniální ekonomiku.
Ferrars byl také členem Anglo-orientální společnosti pro potlačení obchodu s opiem v Barmě a psal o škodlivých účincích opia. Kvůli tomu se dostal do konfliktů s britskými úřady a ve věku 50 let v roce 1896 musel ze svých funkcí odstoupit.
Na základě dobré znalosti barmského jazyka a rozsáhlých cest po různých částech země vydali v roce 1900 se svou manželkou Berthou Ferrarsovou (roz. Häusler, 17. listopadu 1845–1937) knihu s názvem Barma. Ta zahrnovala podrobné etnografické popisy různých původních etnických skupin a jejich kultur se 455 černobílými fotografiemi pořízenými během jejich cest v 90. letech 19. století.
Prostřednictvím narativního textu a dokumentárních fotografií představuje Barma kapitoly o koloběhu života lidí, od dětství přes dospívání od chlapce po muže a povolání, a také další kapitoly o řemeslech a profesích, domorodých rasách (včetně etnických skupin jako jsou Šanové, Karenové, Činové, Čimpavové, stejně jako Číňané, indičtí domorodci a Evropané), politická historie a administrativa, průvody a oslavy, končí smrtí a pohřebními obřady. V přílohách jsou poznámky k barmské chronologii, jazyku, hudbě, včetně ukázek barmské hudby v západní notové osnově, statistiky o populaci, dovozu a vývozu, stejně jako o čase a kalendáři.
Autoři mimo jiné pořídili fotografie lidí při práci nebo při speciálních oslavách, věnujících se populárním sportům, lodním závodům, hazardu nebo barmské formě šachu. Jak poznamenal Wright, neexistují žádné záznamy o důvodech, proč se Ferrarové pustili do tak ambiciózního projektu, ani neexistují informace o jejich použití fotografické techniky v klimatických podmínkách Barmy. Kniha byla vytištěna ve druhém vydání v roce 1901 a přetištěna jako faksimile v Bangkoku v Thajsku v roce 1996.
Fotografie manželů Ferrarových často ukazují lidi v jejich „přirozeném prostředí“, spíše než aby byli vystaveni ateliérovým a obrazovým kulisám, jak tomu bylo v případě mnoha snímků Barmánců z tohoto období. Naproti tomu jejich fotografie jsou ve stylu téměř dokumentární; snímky jsou pořízeny ve vesnici, v místním domě nebo ve svatyni. Přesto jsou tyto obrazy také komponovány; jednotlivci byli požádáni, aby pózovali, i když to mohlo být kvůli dlouhému času expozice. 
 Joanna Wright, kurátorka knihovny obrázků v Royal Geographical Society

## Pozdější život v Německu
V roce 1896 se Ferrarovi vrátili do Evropy a usadili se v univerzitním městě Freiburg i. Br. na okraji Schwarzwaldu v jižním Německu. Max Ferrars se připojil k poradnímu výboru městského Muzea přírodních věd a etnologie (v té době nazývaného Museum für Natur- und Völkerkunde). Nabídl své znalosti barmské kultury a daroval části své sbírky kulturních předmětů, čímž se stal jedním z prvních velkých sponzorů muzea. Ferrarsova sbírka tvoří hlavní část sbírek muzea o kultuře dnešního Myanmaru, která zahrnuje přes 100 položek, mezi nimi skupinu dvaceti osmi barmských marionet, kusy barmského lakovaného zboží a části dřevěných dveří buddhistického kláštera.
Od roku 1899 vyučoval Ferrars angličtinu jako lektor na filologické fakultě univerzity ve Freiburgu a vydával učebnice pro studenty angličtiny. Spolu s německým muzikologem Hermannem Erpfem přeložil Ferrars knihu o vokální chrámové hudbě Nová škola gregoriánského chorálu od Dominica Johnera z nedalekého benediktinského arciopatství v Beuronu, která byla poprvé vydána v roce 1925 a přetištěna v roce 2007.

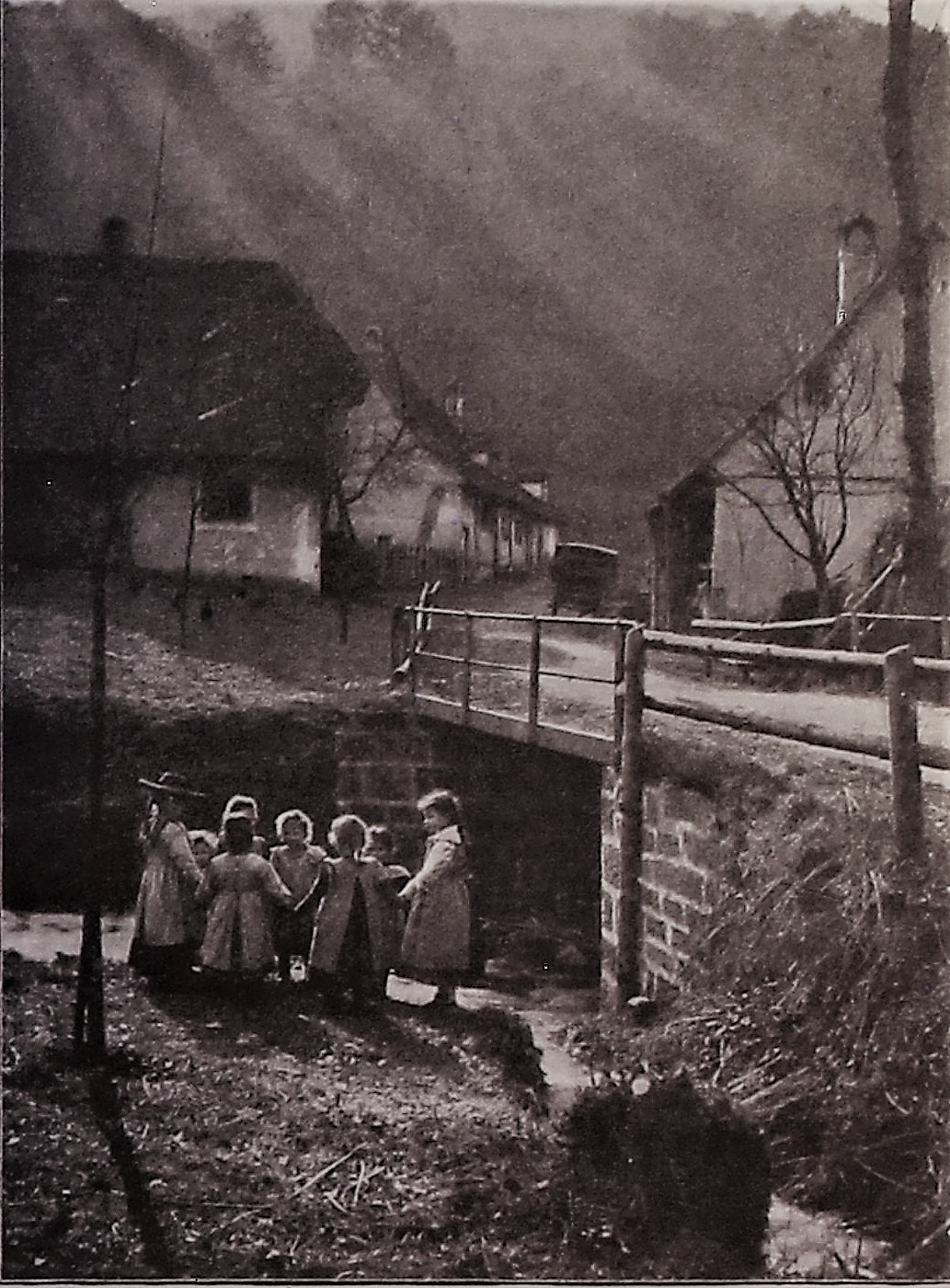
Vesnická scéna, Schwarzwald

Pokračoval také ve svých cestách a fotografování, jak dokumentuje jeho fotografie skupiny dívek ve vesnici v Schwarzwaldu, přetištěná v knize Umění ve fotografii s vybranými ukázkami evropské a americké tvorby z roku 1905. Také v roce 1905 přispěl fotografiemi z oblasti Schwarzwaldu do knihy básní místního spisovatele Augusta Ganthera s názvem Wälderlüt. V tomto svazku jsou Gantherovy básně v dolnoalmanském dialektu ilustrovány tematicky vhodnými fotografiemi. Básně a obrázky se zabývají předindustriálními životními a pracovními podmínkami zemědělců a jejich rodin, například sklizní na vinicích nebo senážních polích, těžbou stromů, dětskou prací nebo pálením dřevěného uhlí.
Ferrars dále pracoval v univerzitní fotografické laboratoři a v roce 1911 získal fotografickou cenu regionální železniční společnosti. Již v roce 1901 vydal Ferrars technickou a uměleckou příručku o fotografii a v listopadu 1926 byl časopisem Berliner Börsen-Zeitung nazván „průkopníkem a inovátorem krajinářské fotografie “.
Podle informací uvedených na webových stránkách muzea ve Freiburgu Ferrarsovo postavení jako britského univerzitního učitele v Německu se během let první světové války stalo obtížným. Díky podpoře univerzity však mohl ve své učitelské funkci pokračovat až do svého oficiálního odchodu do důchodu v roce 1921. Ferrars zemřel 7. února 1933 ve Freiburgu, dva roky poté, co on a jeho manželka oslavili 60. výročí svatby.

## Současné přijetí
V květnu 1994 byla v aukci Christie's za GBP prodána kopie druhého vydání Ferrarovy knihy Barma se 455 polotónovými reprodukcemi po jejich fotografiích s řadou alb, volných fotografií, diapozitivů, autochromů a skleněných negativů za 1.265 britských liber.
V roce 2002 publikovala Joanna Wrightová, kurátorka knihovny Picture Library v Royal Geographical Society, článek „Photographs by Max and Bertha Ferrars“ z konference „New Research in the Art and Archeology of Barma“, aby upozornila na tyto fotografie vědců o Barmě po celém světě. Byl navržen další výzkum, "abychom pochopili, jak nás tyto obrazy informují o Barmě a jak tvoří součást evropské mytologizace Barmy."
V roce 2006 časopis Geographical Magazine společnosti Royal Geographical Society v Londýně představil výběr jejich snímků. Ve sbírce etnografických článků o lidech etnické skupiny Barmánců a Karenů z roku 2013 byly Ferrarovy popisy těchto etnických skupin znovu publikovány společností Human Relations Area Files, založené Yaleovou univerzitou.
V článku časopisu Geographical vydaném společností Royal Geographical Society roku 2018 nazvaném „Nezkrotná řeka Salween: Max a Bertha Ferrars, 1890–1899“ autor ocenil studie Ferrarových a také fotografie řeky Salween ve východním Myanmaru:
Během průzkumu Myanmaru na konci 90. let 19. století zdokumentovali antropologové Max a Bertha Ferrarsovi geofyzikální rysy krajiny a také různé místní populace, s nimiž se setkali podél řeky Salween dlouhé 2 400 km. [...] Ferrarsovi zjistili, že pánev Salween je nejen kulturně rozmanitá, ale představuje také oblast ekologického zájmu. 
Nezkrotná řeka Salween: Max a Bertha Ferrars, 1890–1899, časopis Geographical, říjen 2018

### Fotografie v online archivu
Celkem 467 skleněných negativů fotografií, pořízených deskovým fotoaparátem té doby Ferrarovými a podobných, ale ne identických s ilustracemi v jejich knize o Barmě, archivovala společnost Royal Geographical Society, Londýn, a více než 300 z nich je dostupných online.

## Galerie
Britská Barma, 90. léta 19. století

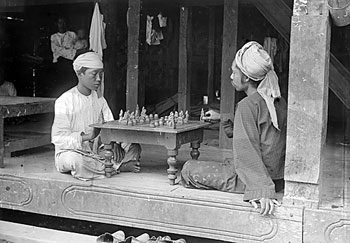
Šachisté
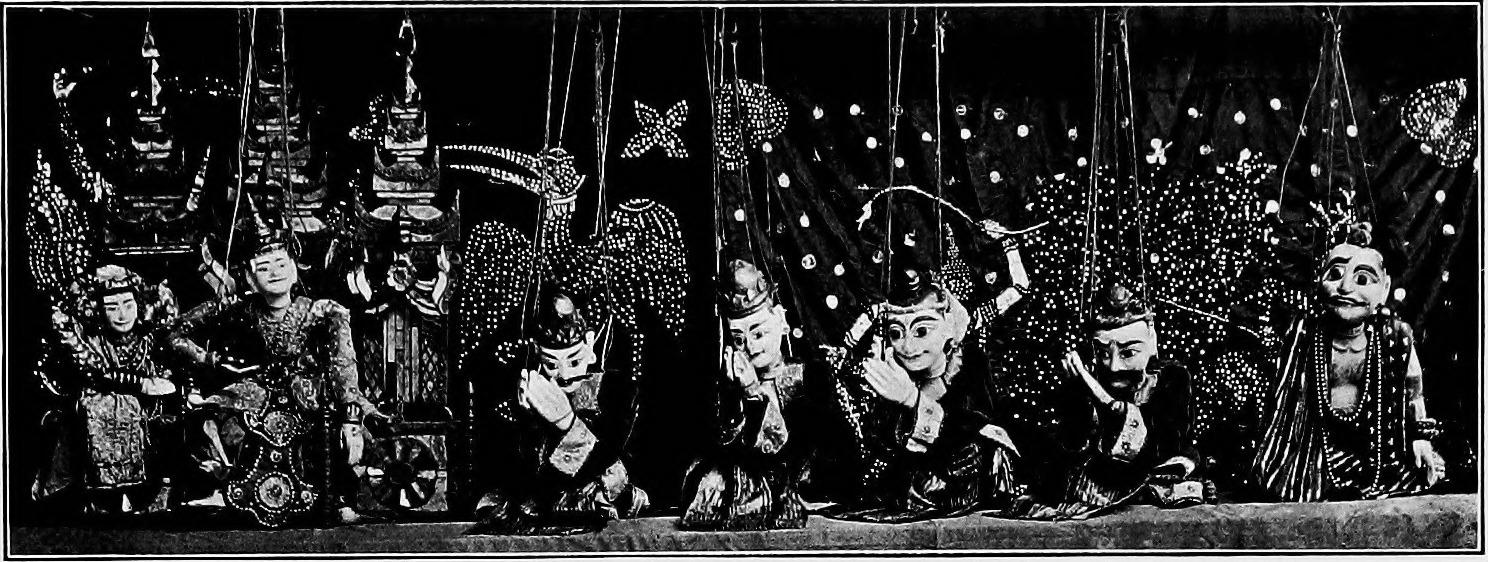
Barmské tradiční loutky
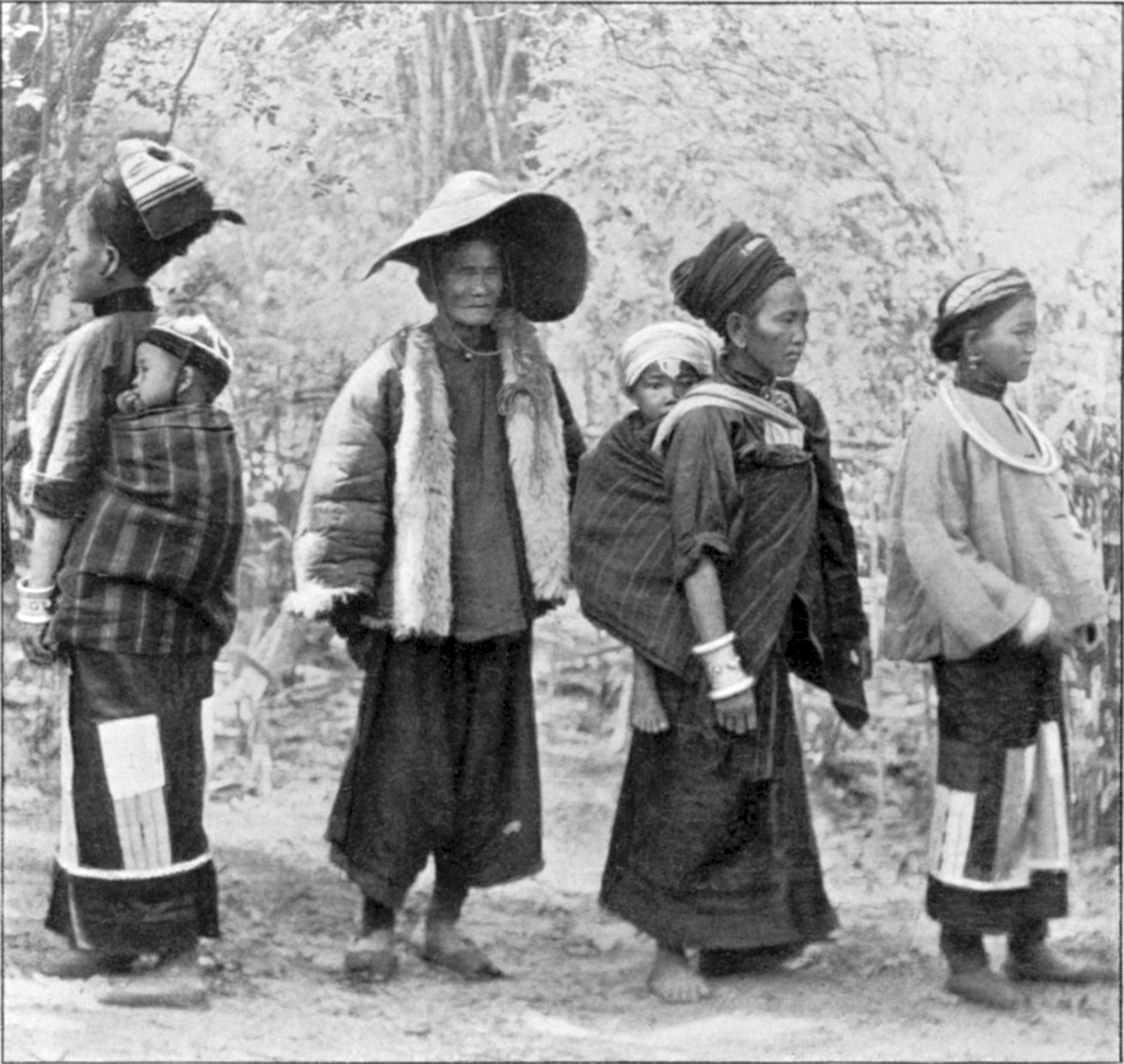
Etnické čínské ženy a dívky, Šanský stát
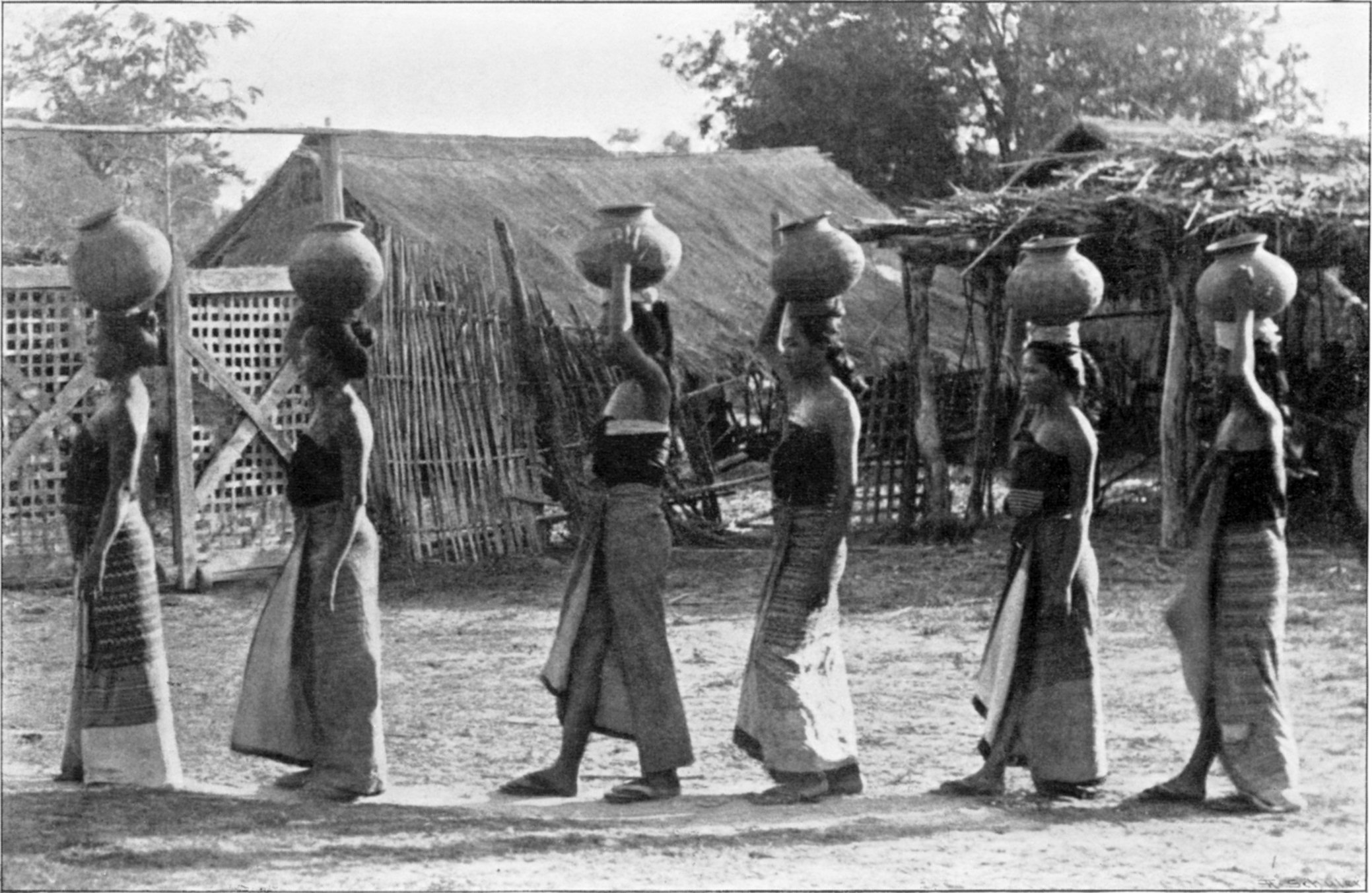
Barmské ženy nesoucí vodu
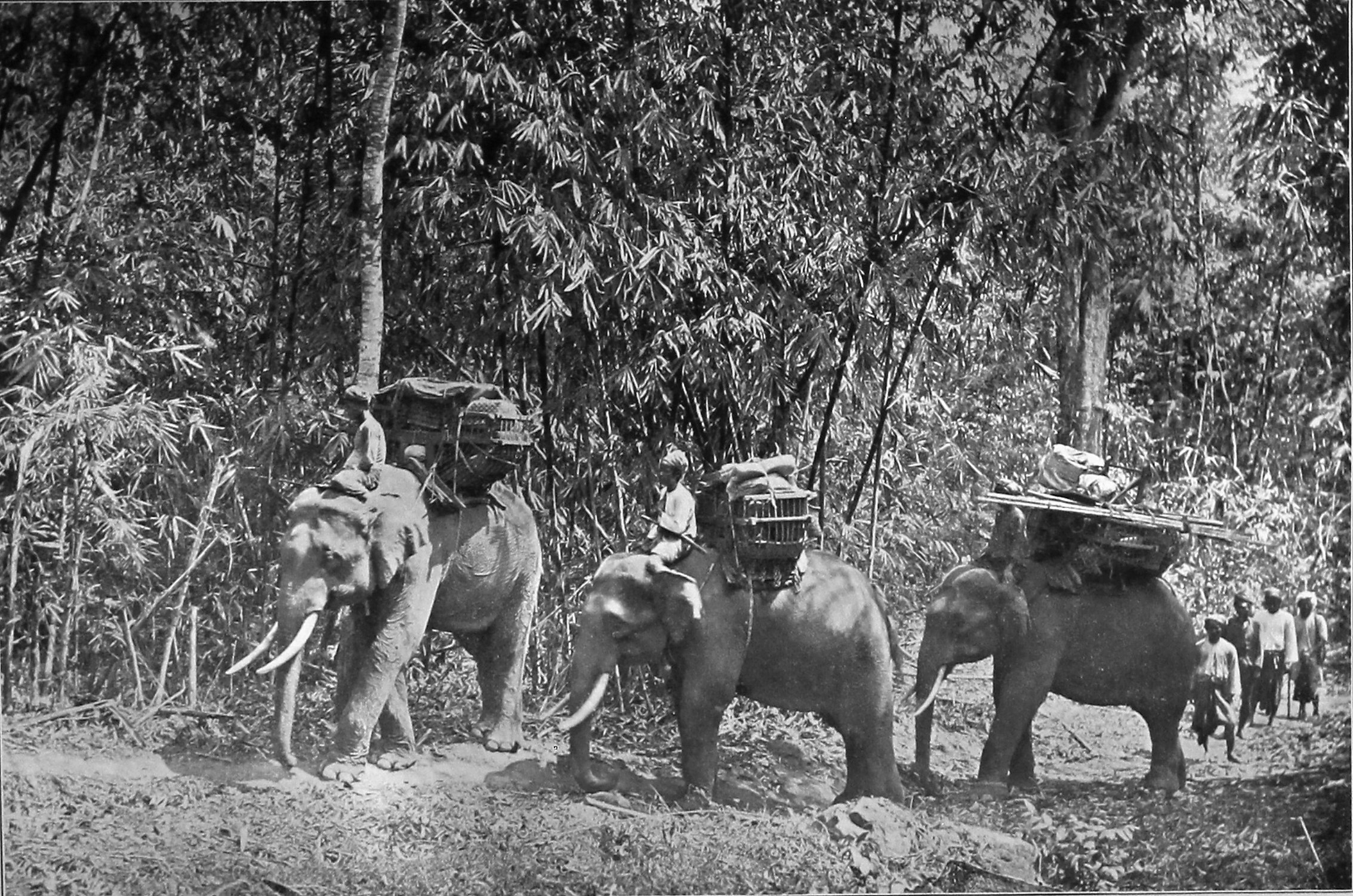
Cestování se slony
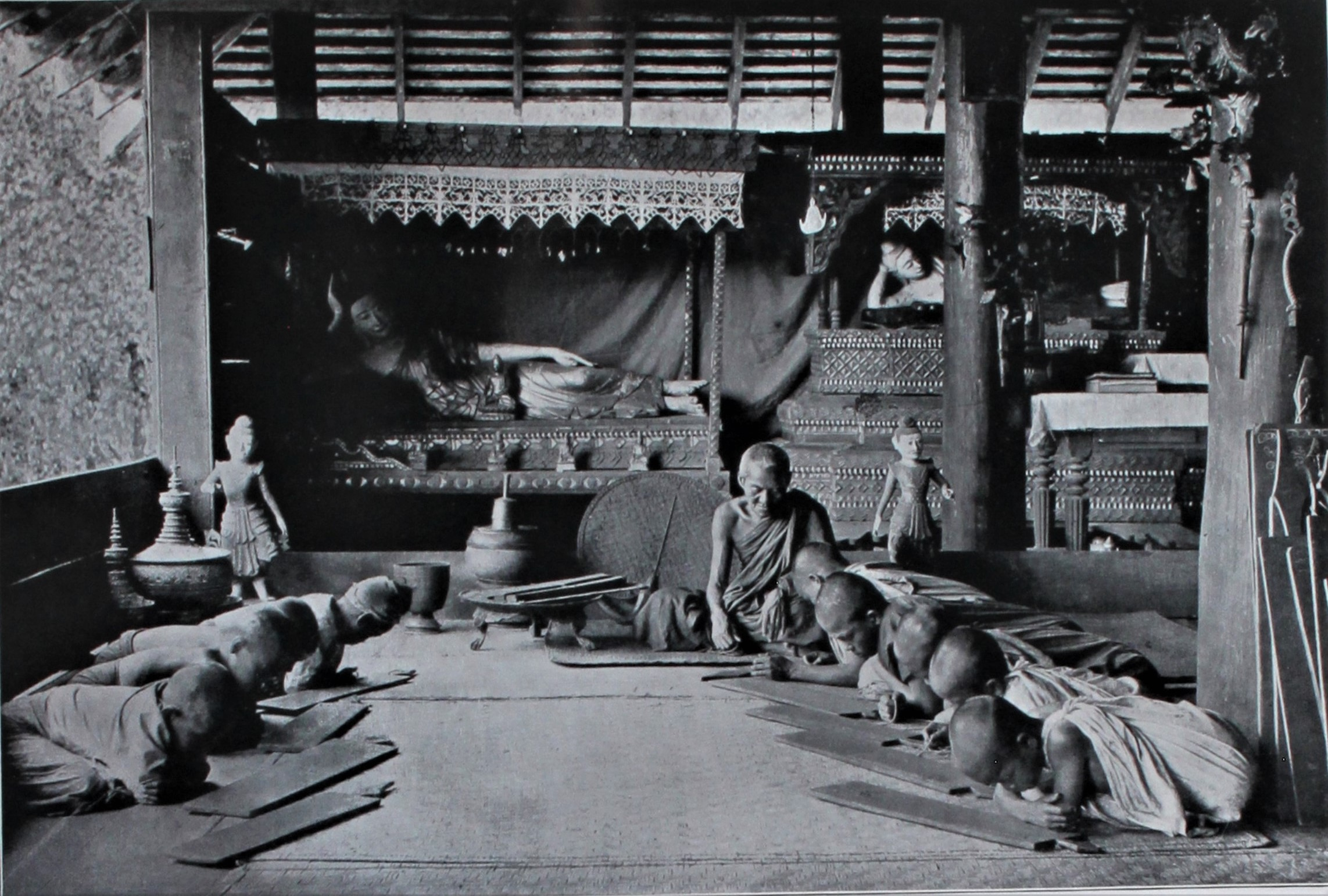
Interiér vesnické klášterní školy

Schwarzwald, 1896–1905

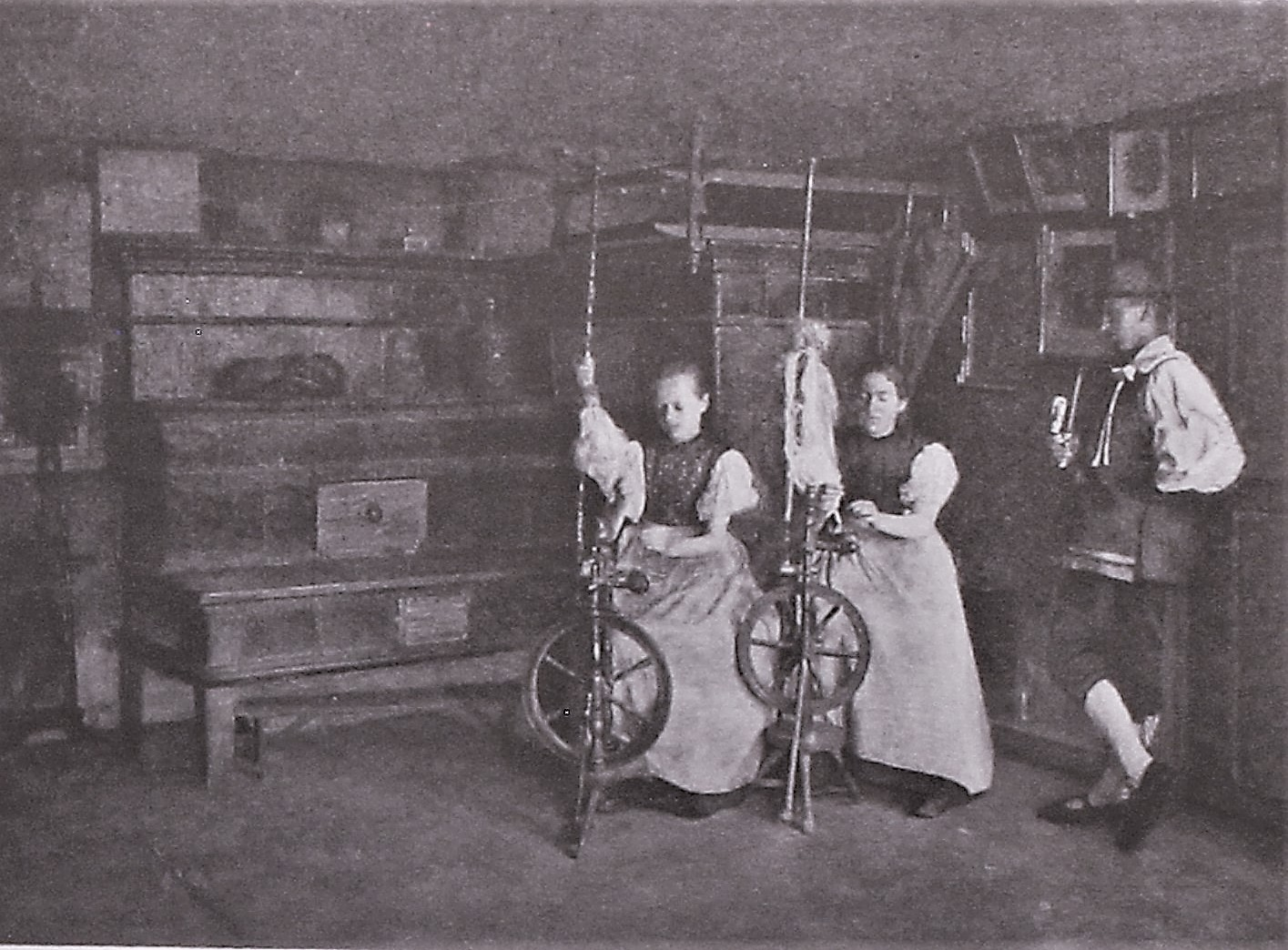
Ženy na statku
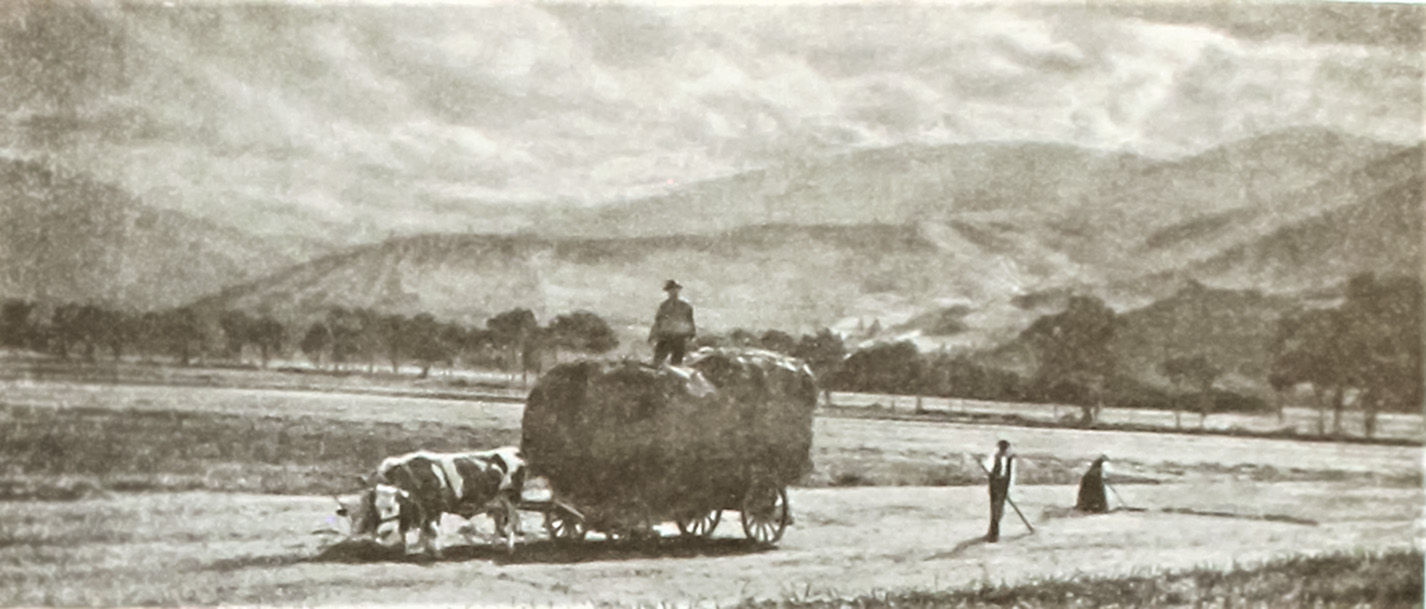
Farmáři po sklizni
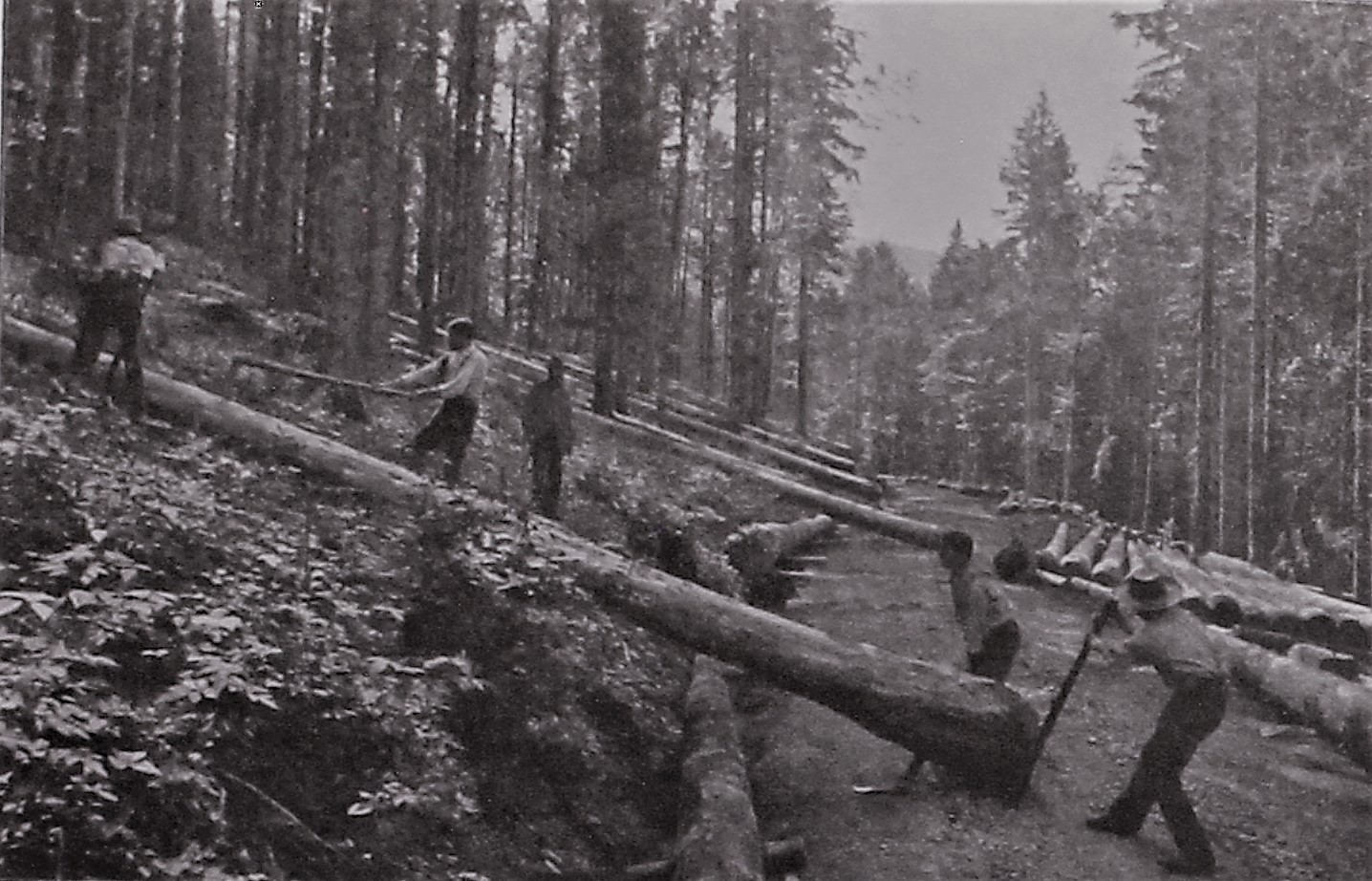
Dělníci kácejí stromy

## Vybrané publikace
- FERRARS, Max; FERRARS, Bertha. Burma. [Celkem 455 ilustrací a map Burmy]. Londýn: Sampson Low Marston & Co., 1900. OCLC 560197521 (anglicky)
- Max and Bertha Ferrars: Burma. 2nd ed. (1901), Sampson Low Marston & Co Limited, London, Great Britain (pdf).
- Max and Bertha Ferrars: Burma. (1996) AVA Pub. House, Bangkok, Thajsko, ISBN 974-89409-7-7, OCLC 43445823.
- MAX HENRY FERRARS. Handcamera und Momentphotographie: eine Beschreibung der wichtigsten Verfahren: mit 47 Kunstbeilagen, incl. Heliogravüre und Lichtdruck, und zahlreichen Textilillustrationen. [s.l.]: Ed. Liesegang's Verlag, 1901. Dostupné online. S. str. XVI, 265 s.. (německy)
- AUGUST GANTHER, MAX FERRARS. Wälderlüt: Gedichte in niederalemanischer Mundart.. [s.l.]: [s.n.], 1905. Dostupné online. (gsw) Celkem 53 snímků z Schwarzwaldu autora Maxe Ferrarse.